# Fort de Limaie
Le fort de Limaie  est un ancien châtelet bâti sous le commandement du roi de France Philippe II, dit Philippe Auguste.

## Situation
Le château fort de Limaie, qui constitue militairement un châtelet, est situé dans le département français de l'Eure sur la commune d'Igoville. Par son rôle, il est situé sur la rive opposée à la ville de Pont-de-l'Arche dont il est censé défendre l'accès au-delà de la Seine et de l'Eure par le pont médiéval.

## Histoire

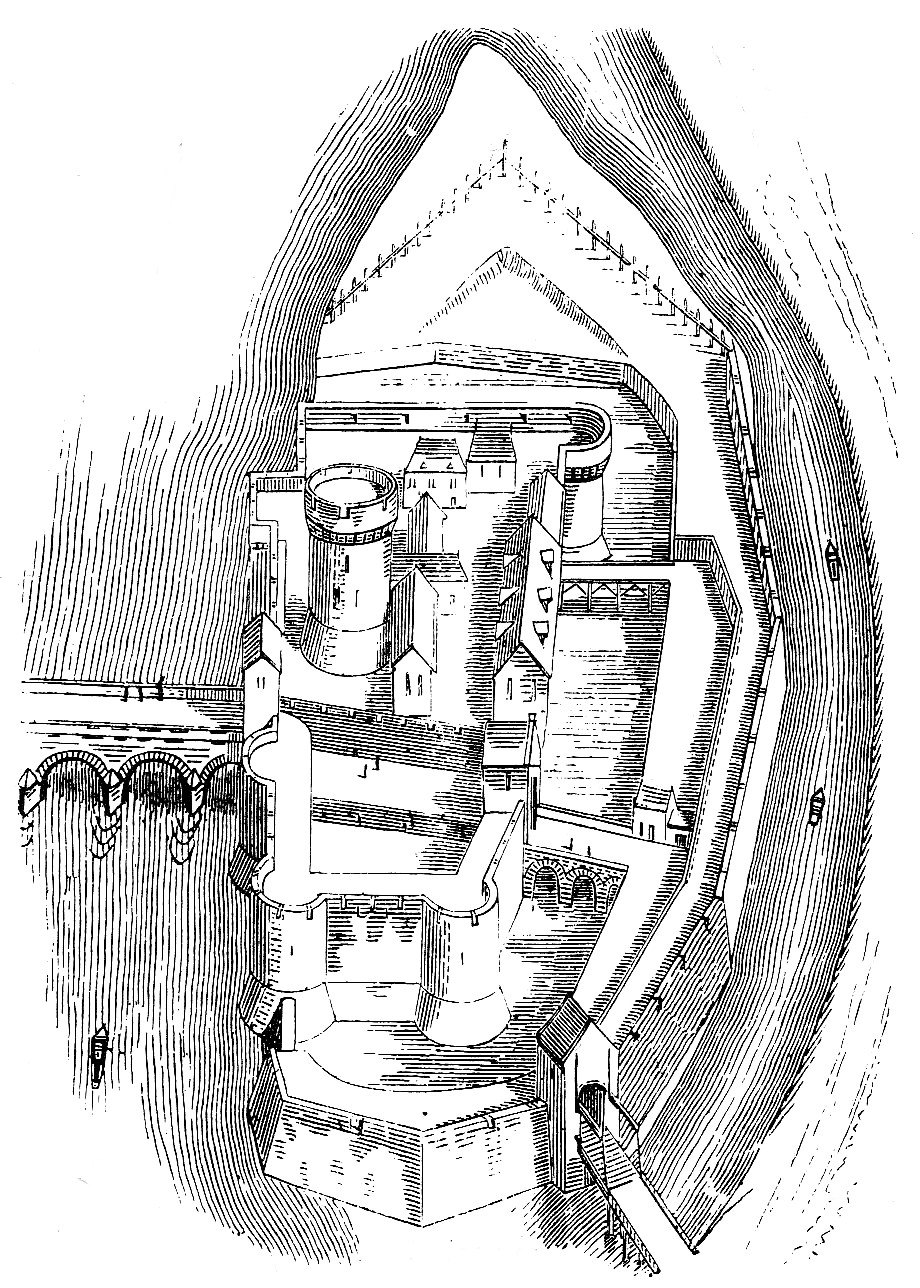
Le châtelet par Viollet-le-Duc.
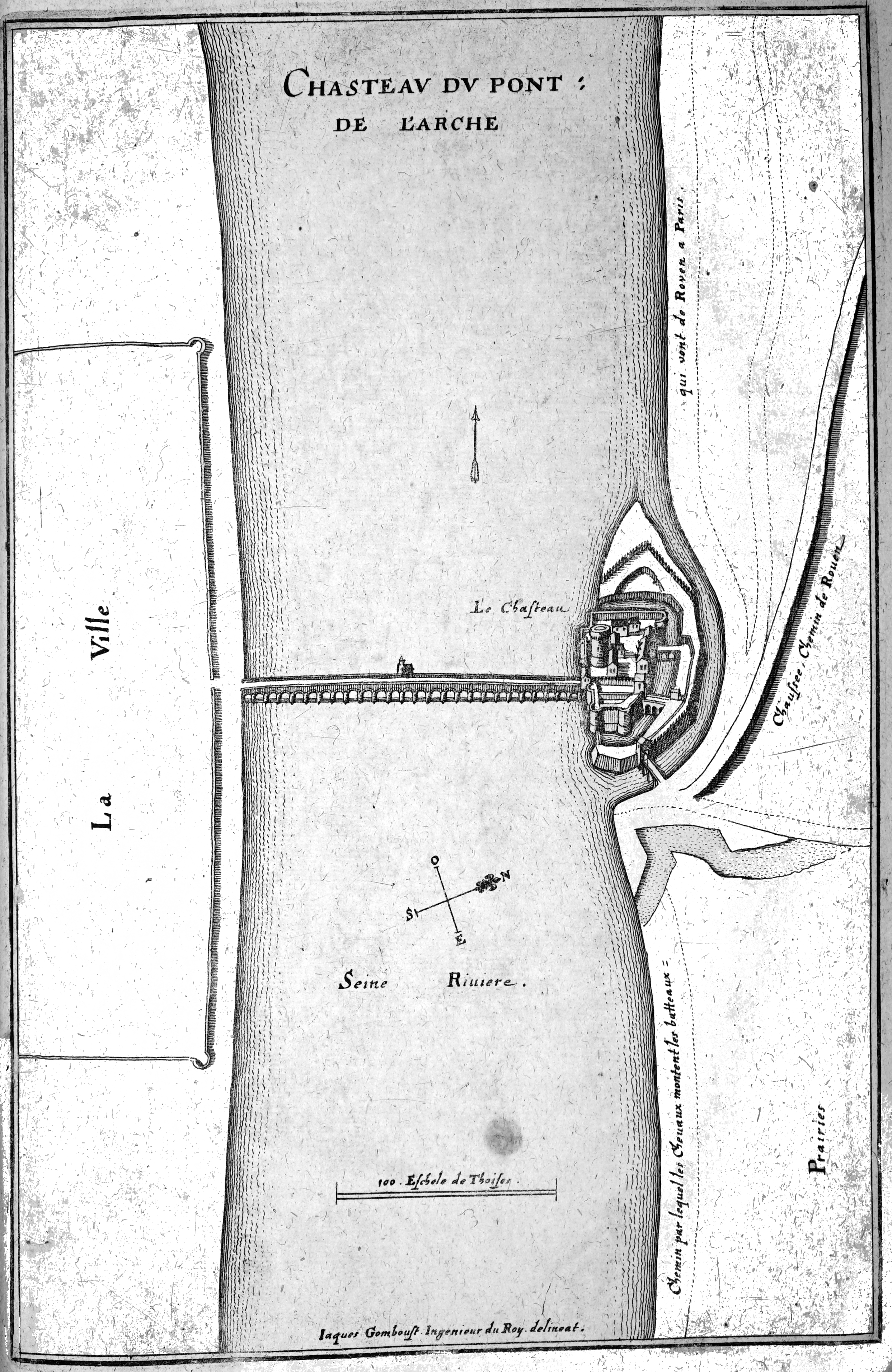
en 1661, Topographia Galliæ.

Situé sur la paroisse d'Igoville (Eure), il défendait l'accès rive droite du pont de Pont-de-l'Arche. Ce fort remplaça, au XIIIe siècle, les restes de premières fortifications qui ont été érigées du temps de Charles le Chauve afin de contrecarrer les incursions récurrentes des Normands à partir de l'embouchure de la Seine jusqu'à Paris.
L'artiste Eustache-Hyacinthe Langlois est l'héritier direct de la vicomté de Pont-de-l'Arche et donc du château de Limaie dirigé par ses aïeux au milieu du XVIIe siècle. Il n'était cependant que peu intéressé par ces titres.
Limaie fut, le plus souvent, du nombre des Ligueurs et autres nobles en lutte contre le pouvoir royal, mais aussi contre la ville de Pont-de-l'Arche, toujours fidèle au monarque.
Le château fut désaffecté dans les années 1780 et servit de carrière de pierres aux habitants des alentours.
Les fondations de Limaie ont servi d'assise partielle à la culée de la rive droite du pont de Pont-de-l'Arche.
Léon Coutil s'est intéressé au lieu .